# Camponotus hemichlaena
Camponotus hemichlaena  (лат.) — вид муравьёв рода Camponotus из подсемейства формицины (Formicinae). 

## Распространение
Япония.

## Описание
Длина крупных рабочих более 1 см. Муравьи с полиморфной кастой рабочих (включая солдат). От близких видов группы Camponotus herculeanus group и подрода Camponotus (Camponotus obscuripes) отличаются контрастной окраской груди: переднегрудь чёрная, а мезонотум красноватый. Скапус усиков длинный, мезосома сильно выпуклая. Основная окраска коричневая и чёрная. Усики длинные, у самок и рабочих 12-члениковые. Жвалы рабочих с 5 зубцами. Нижнечелюстные щупики 6-члениковые, нижнегубные щупики состоят из 4 сегментов. Стебелёк между грудкой и брюшком состоит из одного сегмента (петиоль). Вид был впервые описан в 1951 году в качестве подвида Camponotus obscuripes subsp. hemichlaena Yasumatsu & Brown, 1951 японским энтомологом Keizo Yasumatsu (1908—1983) и американским мирмекологом William L. Brown, Jr. (1922—1997). Видовой уровень присвоен в 1957 году, а его валидный статус был подтверждён в ходе ревизии, проведённой в 1999 году японским мирмекологом Мамору Тераямой (Laboratory of Applied Entomology, Division of Agriculture and Agricultural Life Sciences, Токийский университет, Токио, Япония).